# Mas dels Frares (Pau)
El Mas dels Frares és una masia del municipi de Pau (Alt Empordà) inclosa en l'Inventari del Patrimoni Arquitectònic de Catalunya.
És a l'est del nucli urbà de la població de Pau, a poca distància de la carretera GI-610, des d'on s'agafa un trencall perpendicular que condueix al mas. També s'hi pot accedir des de l'antic camí que portava de Palau-saverdera a Pau, situat al nord de l'edifici.
Conjunt edificat format per diversos cossos adossats, que li confereixen una planta allargada i amb forma d'U al centre. L'edifici principal està format per dos cossos adossats, amb les cobertes a dos vessants de teula sobre els vessants més llargs. El cos situat a l'est presenta planta baixa i pis. La façana principal presenta un cos rectangular adossat que fa les funcions d'un porxo a la planta baixa i d'una terrassa al nivell del primer pis, a la que s'accedeix a través d'una porta rectangular amb llinda monolítica i emmarcament de carreus. Té dues voltes bastides en pedra, una gran obertura d'arc rebaixat que dona accés al portal i un petit arc lleugerament apuntat que cobreix el pou del mas. El portal és d'arc de mig punt amb gran dovellatge de granit, tot i que afectat per la construcció del porxo. A la façana sud hi ha una porta rectangular amb llinda monolítica i, damunt seu, una finestra emmarcada en pedra. De la façana nord destaquen dues finestres situades al pis: una de rectangular amb llinda monolítica i ampit motllurat i l'altra amb els brancals de pedra i frontó triangular a manera de llinda, amb les impostes i l'ampit motllurat, d'estil renaixentista. Sota l'ampit presenta una tronera circular. A l'interior els baixos estaven destinats pel bestiar i altres serveis, amb les estances cobertes amb voltes de pedra i maó. Al pis destaquen els embigats de la sala principal.
El cos situat a l'oest té dos pisos d'alçada. Les obertures del primer pis són rectangulars, amb l'emmarcament en pedra i les llindes bastides en maons, mentre que al segon pis es troben emmarcades completament en maó. De la façana sud destaquen dos balcons a la primera planta, i de la façana est tres finestres d'arc de mig punt a les golfes. Una passera exterior des del primer pis comunica l'edifici principal amb dues crugies més, edificades vers l'oest, i destinades a habitacions amb bany per allotjar els hostes.
Per la banda nord-est s'afegí un altre sector edificat format per tres cossos adossats. El principal està format per planta baixa i pis, amb la façana principal orientada al sud. Presenta les obertures d'arc rebaixat emmarcades en pedra, a la planta baixa, i rectangulars amb els brancals en pedra, al primer pis. Al costat hi ha un altre cos, amb coberta a un vessant i un gran porxo davanter amb embigat, al que s'accedeix a través de dues grans arcades de mig punt. Al mateix temps, vers l'est, s'adossen dos cossos més separats entre si per una porxada que comunica el sector nord i sud del mas.
Tota la construcció està arrebossada, amb els emmarcaments de les obertures i les cantonades dels cossos en pedra. Els ràfecs del sector est del mas són de dents de serra i tortugada de canaló vidriat verd.

## Història
El mas dels Frares és emplaçat en un monticle, a uns 100 metres de l'actual carretera de Roses a Vilajuïga. El camí vell passava a tocar la casa i se'n pot seguir el traçat. Encara ara en aquest indret n'hi ha trams ben conservats, amb rastres d'empedrats i de parets laterals.
El nom del mas podria fer referència al domini exercit pel monestir de Sant Pere de Rodes al terme de Pau, tot i que el límit de la gran possessió del cenobi és, tanmateix, molt més a llevant, més amunt de la serra de Rodes. Tot i això, en documents del segle X consta que tenia propietats "in villa Pau" o "in villa Pavo"(precepte del rei Lotari de l'any 982 i epístola del papa Joan XV del 990, documents publicats per P. De Marca, "Marca Hispanica..").
Malgrat tot no és impossible que el mas fos una pertinença de Santa Maria de Roses o d'algun altre monestir.
En un nomenclàtor d'entitats de la població que es publicà l'any 1893 (Madrid, Dirección General del Instituto Geográfico y Estadístico, cuaderno 18 Província de Gerona) figura un cens al 31-12-1887 en el qual hi consta que el mas dels Frares del terme de Pau tenia un edifici de dos pisos i un alberg, i que hi vivien 4 persones.
Actualment es troba deshabitat i s'hi realitzen obres d'adequació per poder obrir un establiment de turisme rural, encara que actualment es troben paralitzades.